# Буасёй (Дордонь)
Буасёй (фр. Boisseuilh) — коммуна во Франции, находится в регионе Аквитания. Департамент — Дордонь. Входит в состав кантона От-Перигор-Нуар. Округ коммуны — Перигё.
Код INSEE коммуны — 24046.

## География
Коммуна расположена приблизительно в 410 км к югу от Парижа, в 150 км восточнее Бордо, в 38 км к востоку от Перигё.
На северо-востоке коммуны протекает река Далон.

### Климат
Климат умеренный океанический со средним уровнем осадков, которые выпадают преимущественно зимой. Лето здесь долгое и тёплое, однако также довольно влажное, здесь не бывает регулярных периодов летней засухи. Средняя температура января — 5 °C, июля — 18 °C. Изредка вследствие стечения неблагоприятных погодных условий может наблюдаться непродолжительная засуха или случаются поздние заморозки. Климат меняется очень часто, как в течение сезона, так и год от года.

## Население
Население коммуны на 2010 год составляло 119 человек.
| 1962 | 1968 | 1975 | 1982 | 1990 | 1999 | 2010 |
| ---- | ---- | ---- | ---- | ---- | ---- | ---- |
| 196  | 184  | 178  | 169  | 113  | 114  | 119  |

## Администрация
| Период | Период | Фамилия       | Партия       | Примечания |
| ------ | ------ | ------------- | ------------ | ---------- |
| 1964   | 2008   | Мишель Жераль |              |            |
| 2008   | 2020   | Жерар Мерсье  | беспартийный | фермер     |

## Экономика
В 2010 году среди 64 человек трудоспособного возраста (15-64 лет) 46 были экономически активными, 18 — неактивными (показатель активности — 71,9 %, в 1999 году было 63,8 %). Из 46 активных жителей работали 42 человека (24 мужчины и 18 женщин), безработных было 4 (2 мужчин и 2 женщины). Среди 18 неактивных 4 человека были учениками или студентами, 9 — пенсионерами, 5 были неактивными по другим причинам.

## Фотогалерея

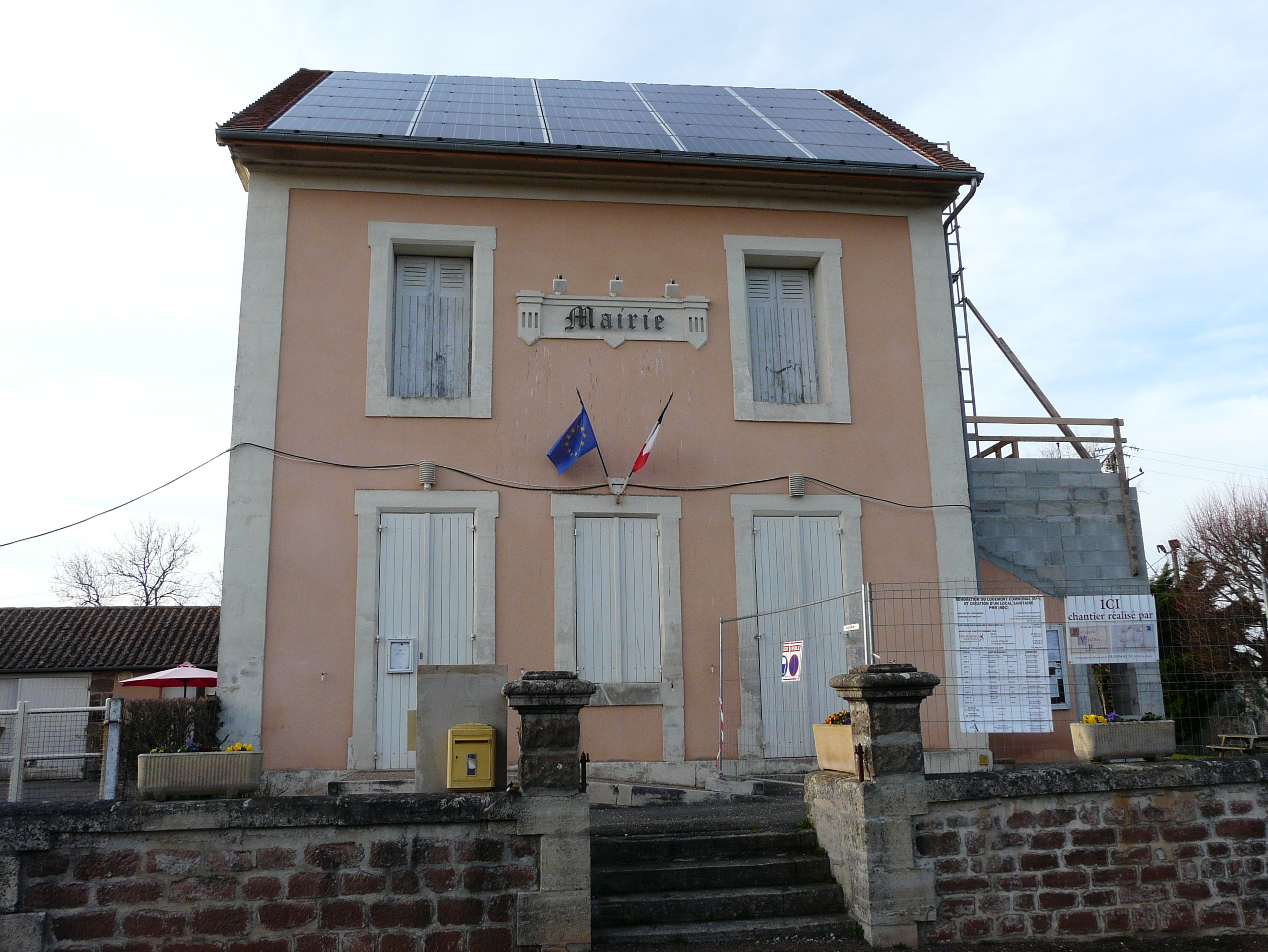
Мэрия
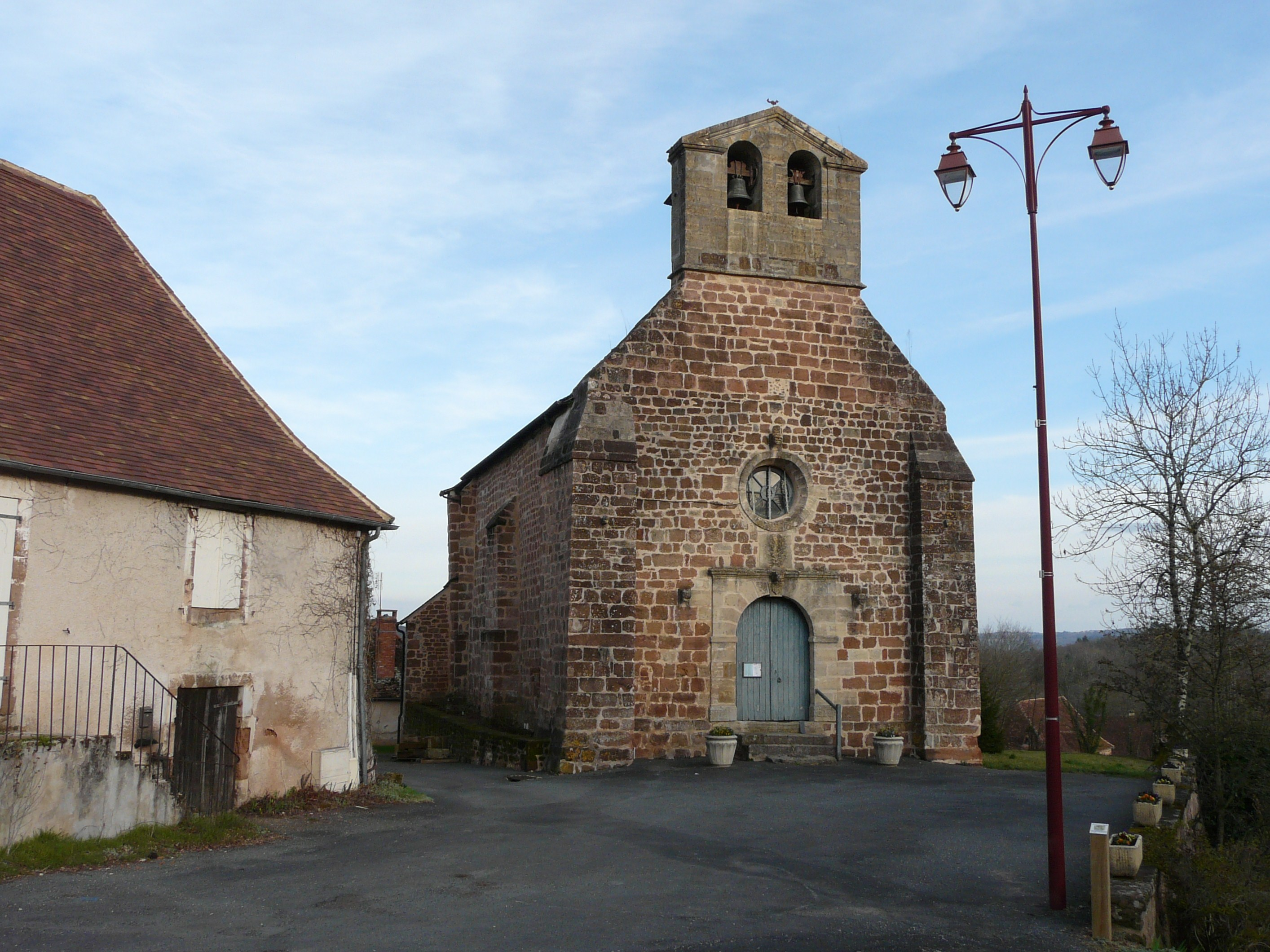
Церковь Св. Валери
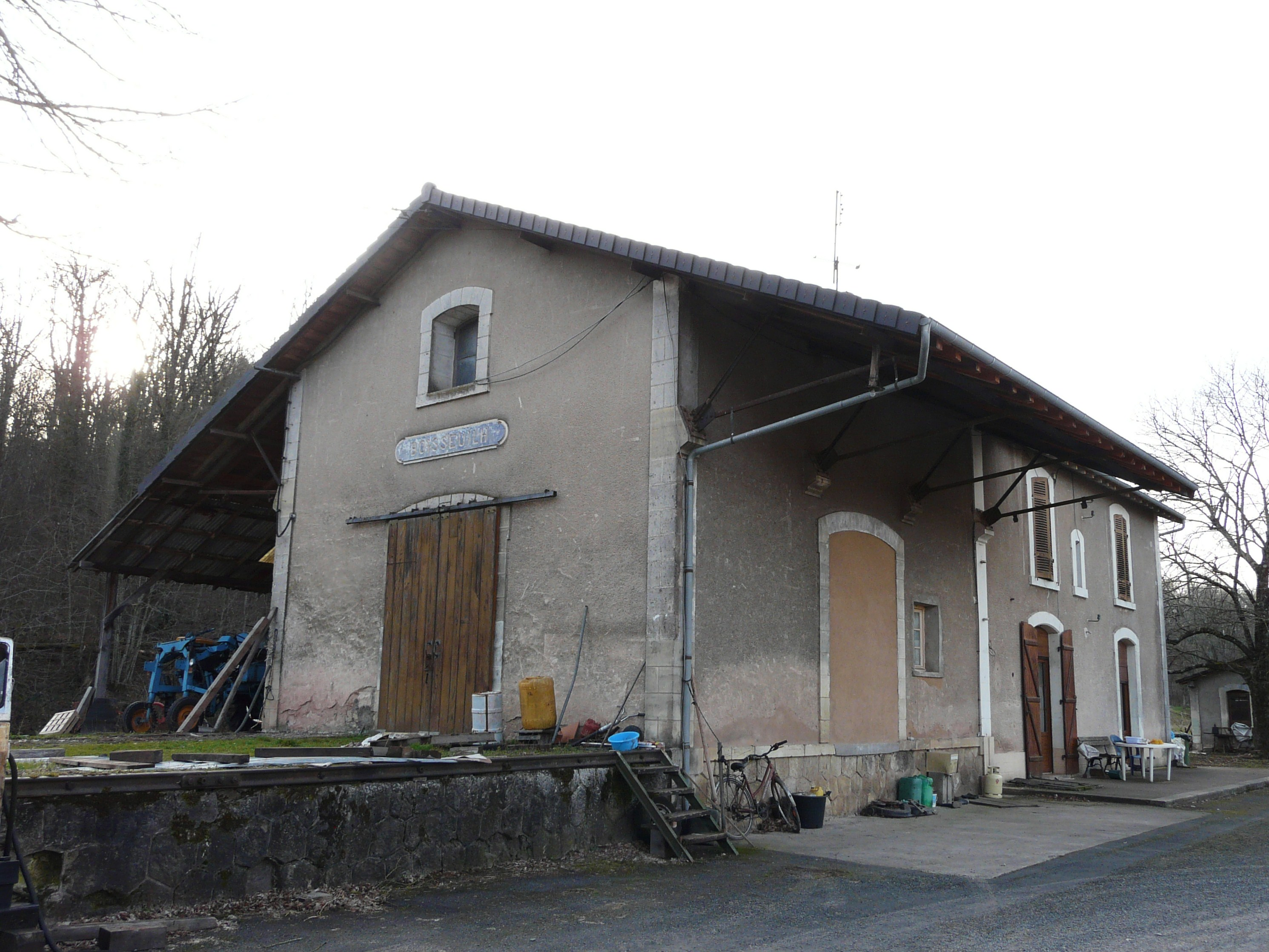
Вокзал
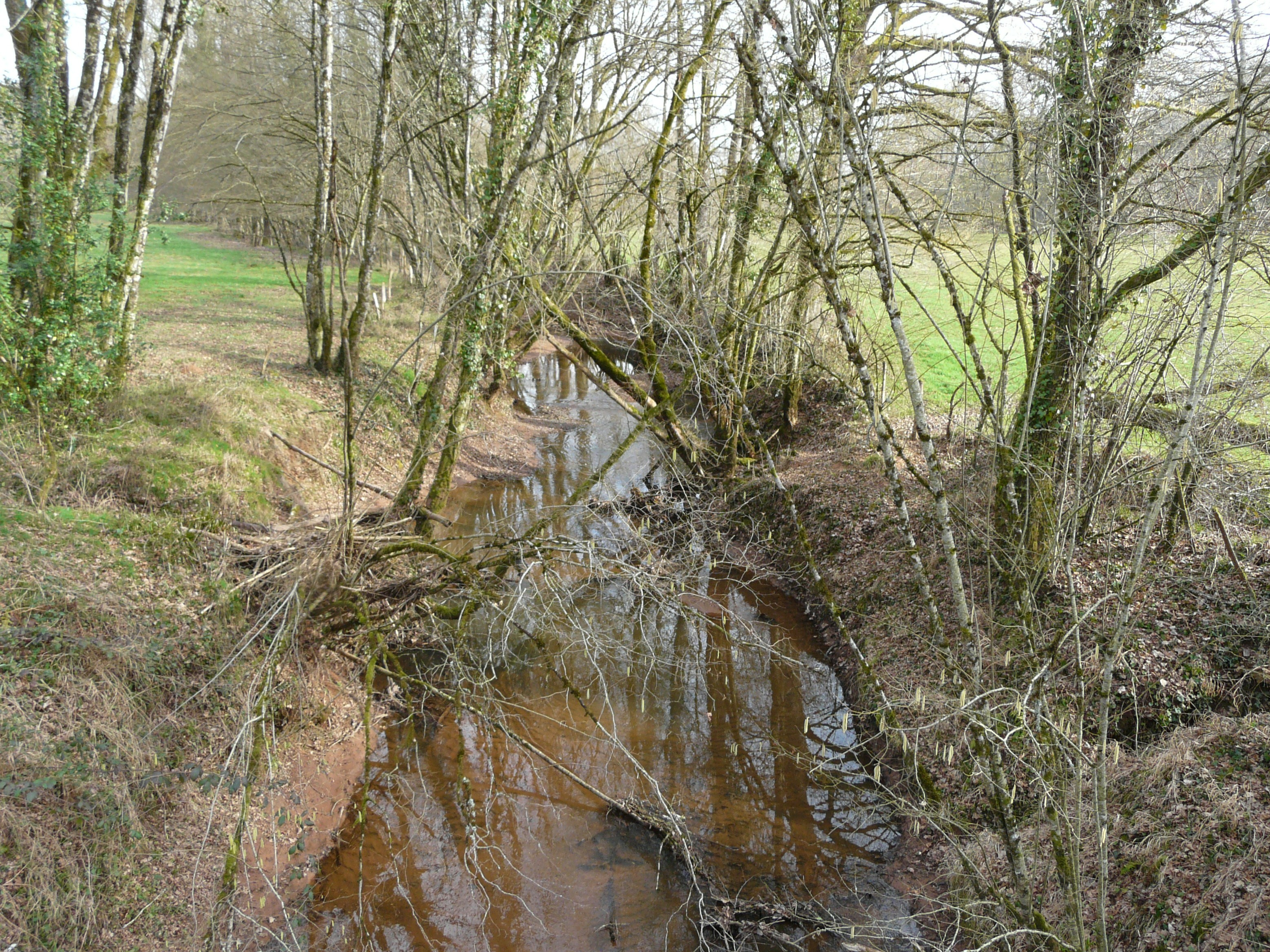
Река Далон
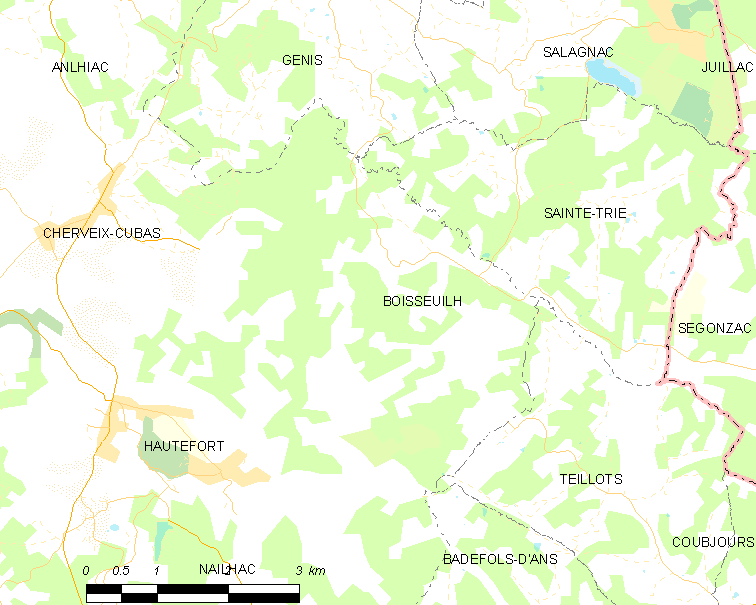
Карта коммуны